# Clase Xia
La clase de submarinos del tipo 092 Daqingyu (clase Xia según la designación OTAN) supuso el primer submarino nuclear chino capaz de llevar misiles balísticos (SSBN) y el primero de su clase en ser construido en Asia. Fue una evolución de la Clase Han (SSN) que podía llevar 4 tubos de torpedos. Fue puesto en servicio en 1987 cuando los misiles JL-1 estuvieron listos para entrar en servicio.
Ha recibido muchas mejoras, entre ellas nuevos sistemas de sonar y nueva pintura con capacidad de silenciamiento. Se construyeron dos aunque uno se perdió en un accidente. Este submarino está basado en la Base Naval de Jianggezhuang, cerca de Qingdao, China. No ha navegado más allá de las aguas territoriales chinas y ya se construye su reemplazo, según la inteligencia militar de Estados Unidos: el Tipo 094 (clase Jin), equipado con misiles balísticos JL-2.

## Rumor de un segundo submarino perdido
Se informa que en 1982 se completó un segundo barco, aunque esto no ha sido demostrado. Hay poca evidencia de que alguna vez se haya construido un segundo sumergible. Los informes publicados que mencionan el barco también mencionan informes sin fundamento de que un segundo Tipo 092 se perdió en un accidente en 1985.

## Unidades
| Nombre       | Número de casco | Astillero               | Inicio | Botado              | Alta           | Estado |
| ------------ | --------------- | ----------------------- | ------ | ------------------- | -------------- | ------ |
| Changzheng 6 | 406             | Bohai Shipyard, Huludao | 1978   | 30 de abril de 1981 | Agosto de 1983 | Activo |